# حرائق غابات كاليفورنيا بسبب البرق في أغسطس 2020
حرائق غابات كاليفورنيا في أغسطس 2020 (يشار إليها أيضًا باسم حصار البرق في أغسطس أو حصار حرائق الغابات في أغسطس) هي جزء من موسم حرائق الغابات وسلسلة من 650 حريقًا اندلعت عبر شمال كاليفورنيا في منتصف شهر أغسطس 2020، بسبب البرق الجاف الكثيف الناجم عن العواصف الرعدية الصيفية النادرة الهائلة.، والتي نجمت عن مزيج غير عادي من الحرارة العالية والهواء الجاف على سطح الأرض، والوقود الجاف، وحركة الهواء الأفقية مع الرطوبة من بقايا العاصفة الاستوائية فاوستو شمالا في منطقة الخليج.   اشتعلت هذه الحرائق بين 1,500,000 أكر (6,100 كـم2) إلى 2,100,000 أكر (8,500 كـم2) غضون 2-3 أسابيع. اشتملت حرائق البرق في أغسطس 2020 على ثلاث حرائق ضخمة: مجمع حرائق البرق SCU ومجمع حرائق البرق أغسطس ومجمع حرائق البرق LNU.
في 10 سبتمبر 2020، سجل «مجمع أغسطس» رقماً قياسياً لأكبر حريق هائل في التاريخ الحديث لولاية كاليفورنيا، حيث بلغ إجمالي المساحة المحترقة 471,185 أكر (1,907 كـم2) . وفي 11 سبتمبر اندمج حريق مجمع أغسطس مع حريق Elkhorn Fire ، وهو حريق هائل آخر من 255,039 أكر (1,032 كـم2) ، وتحول مجمع أغسطس إلى حريق كبير 746,607 أكر (3,021 كـم2) . 
حرائق منطقة خليج سان فرانسيسكو الرئيسية الثلاثة، هي SCU وLNU وCZU، أحرقت مجتمعة حوالي 846,000 أكر (3,420 كـم2) بحلول منتصف سبتمبر 2020 ، دمرت 2,723 مبنى، وأودت بحياة 6 أشخاص. 
تسبب مجموع الحرائق بوفاة 23 شخص واصابة 43 وإجلاء نحو 100 ألف شخص.

## خلفية الأرصاد الجوية

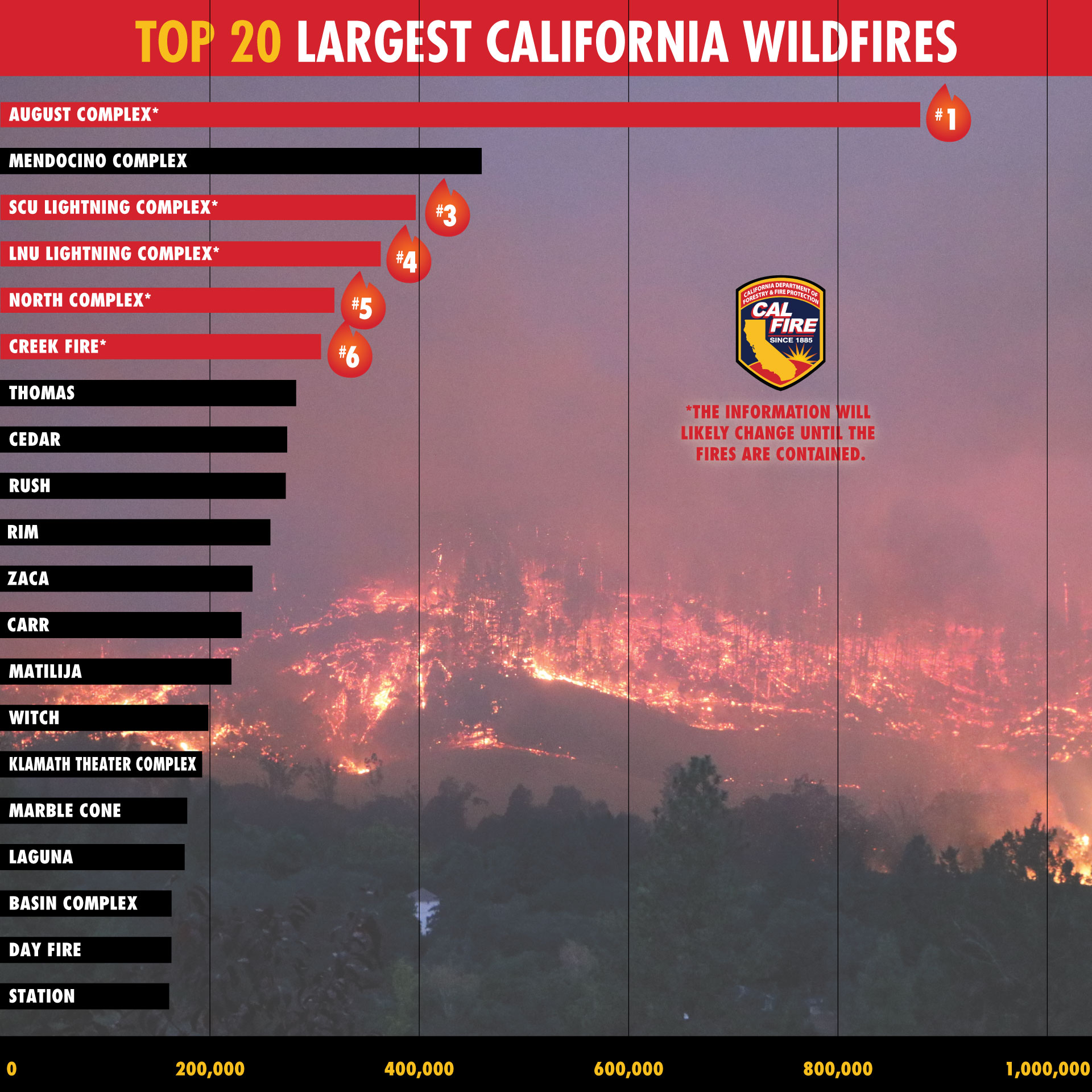
بدأ أغسطس 2020 موسمًا حطم الأرقام القياسية في حرائق الغابات. من بين أكبر عشرين حرائق غابات في تاريخ كاليفورنيا ، كان ستة منها جزءًا من موسم حرائق الغابات لعام 2020. كانت أربعة من حرائق الغابات الجديدة في المراكز العشرة الأولى جزءًا من حرائق البرق في أغسطس 2020.

بين 14 أغسطس و16 أغسطس، تعرض شمال كاليفورنيا لدرجات حرارة دافئة قياسية،    بسبب الضغط المرتفع القوي بشكل غير طبيعي فوق المنطقة. في وقت مبكر من 15 أغسطس، أصدرت دائرة الأرصاد الجوية الوطنية في سان فرانسيسكو مراقبة Fire Weather  التي تسلط الضوء على خطر اندلاع حرائق الغابات بسبب مزيج من مخاطر البرق بسبب الهواء الرطب وغير المستقر عالياً والوقود الجاف ودرجات الحرارة المرتفعة بالقرب من السطح. في وقت لاحق من ذلك اليوم، تمت ترقية Fire Weather Watch إلى تحذير العلم الأحمر. 
كان مصدر هذا العمود من الهواء الرطب غير المستقر هو ضعف العاصفة الاستوائية فاوستو. بسبب الرياح غير الطبيعية، حيث كان هذا العمود يتدفق من 1,000 ميل (1,600 كـم) تصل إلى 1,000 ميل (1,600 كـم) قبالة ساحل شبه جزيرة باجا في شمال كاليفورنيا.
ثم تفاعلت هذه الرطوبة مع سلسلة من التلال عالية الضغط تقع فوق نيفادا والتي كانت تجلب موجة حرارية طويلة المسار إلى الكثير من كاليفورنيا والغرب.  فتسببت أنظمة الطقس المتصادمة بعد ذلك في عدم استقرار شديد في الغلاف الجوي أدى إلى حدوث عواصف رعدية هائلة في معظم أنحاء شمال ووسط كاليفورنيا. مثل هذه العواصف الرعدية نادرة في ولاية كاليفورنيا، ولكنها كانت أكثر شيوعًا في العواصف المتنوعة في الغرب الأوسط، حيث ارتفعت الحرارة في موقع واحد بالقرب من قاعدة ترافيس الجوية من درجة حرارة حوالي 80 °ف (27 °م) إلى 100 °ف (38 °م) في حوالي ساعة إلى ساعتين.  بالإضافة إلى ذلك كان الكثير من هذه العواصف مصحوبًا ببرق جاف وأنتجت القليل من الأمطار أو لم تسفر عن أي أمطار، مما جعل الظروف مواتية للغاية لنشوب حرائق الغابات وانتشارها بسرعة. 
في وقت مبكر من صباح يوم 16 أغسطس، عندما ضربت العواصف الرعدية الأولى، ضربت حوالي 2500 ضربة برق في منطقة الخليج، مع حدوث 200 ضربة في 30 دقيقة عند نقطة واحدة، والتي وصفها مكتب خدمة الأرصاد الجوية الوطني في منطقة الخليج بأنها «جنونية».  وفي غضون 72-96 ساعة التالية، تم تسجيل أكثر من 12000 صاعقة فوق شمال كاليفورنيا. تسببت هذه الصواعق في اندلاع ما يصل إلى 585 حريقًا هائلًا، نما العديد منها ليصبح كبيرًا جدًا بوتيرة سريعة بسبب الطبيعة الجافة، خاصة في شمال كاليفورنيا. 
وتوقعت موجة ثانية من العواصف الرعدية أن تضرب يومي 23 و24 أغسطس. فوق منطقة الخليج، التي تأثرت بشدة بهذه الحرائق، وبدلاً من ذلك كانت هناك أمطارًا خفيفة وبعض ضربات البرق فوق سييرا نيفادا ، ولم يكن لها أي تأثير. 

## قائمة الحرائق
تم اندلاع أو اكتشاف العديد من الحرائق في 16 أو 17 أغسطس.

### مجمع حرائق البرق CZU

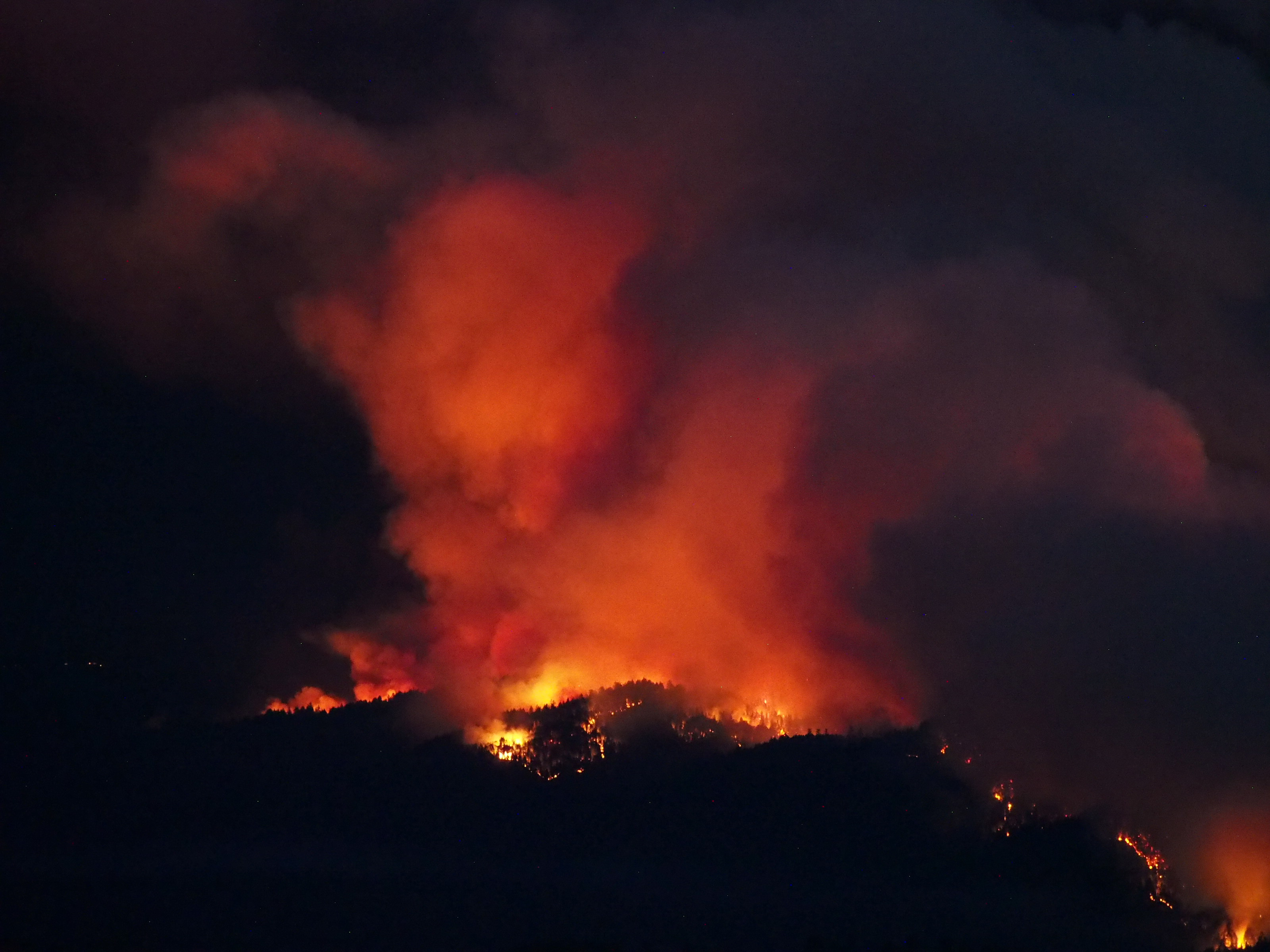
حريق مجمع البرق CZU يحترق على طول بوتانو ريدج وفي حديقة بيسكاديرو كريك ، في جبال سانتا كروز ، كاليفورنيا. في الصورة هنا في 19 أغسطس ، ستنمو هذه النيران لاحقًا إلى أكثر من 85000 فدان وتدمر أكثر من 900 مبنى

بحلول 20 أغسطس، تسبب الحريق في أضرار جسيمة لمنتزه بيج باسن ريدوودز العام. وتعرضت مدن بيسكاديرو ولا هوندا للتهديد بسبب النيران. 

### مجمع حرائق البرق LNU
كان مجمع أو مجموعة حرائق البرق LNU عبارة عن مجمع من 7 حرائق مختلفة في مقاطعات سونوما وبحيرة ونابا ، مع 4 حرائق رئيسية هي Hennessey وGamble و15-10 و13-4 حريق. بدأت الشرارة لأول مرة حوالي الساعة 6:37 صباحًا في 17 أغسطس، عندما مرت عاصفة رعدية فوق منطقة بحيرة هينيسي. ووقعت صاعقة أخرى في الساعة 6:39 ، بالقرب من معمل نبيذ أونير، مما أدى إلى اندلاع حريق بمساحة 5 فدادين.  اندلع حوالي 60 حريقًا في المنطقة خلال تلك الفترة الزمنية، ومع ذلك تم احتواء بعض الحرائق بسرعة على مساحة 1 أو 2 فدان، وسرعان ما خرج البعض الآخر عن السيطرة.
وفي حوالي الساعة 9 صباحًا، ساعدت رياح جافة شديدة القوة على تأجيج ألسنة اللهب من حريقين غير متحكم فيهما، وهما حريق Gamble وHennessey Fire. تسبب هذا في انفجار Hennessey Fire إلى 2,400 أكر (9.7 كـم2) بحلول الساعة 5 مساءً في 17 أغسطس، مما دفع عدة عمليات إخلاء.  بحلول ليلة 18 أغسطس، أحرق مجمع LNU ما مجموعه 32,025 أكر (129.60 كـم2) حتى الآن دون احتواء. تم تدمير 3 مباني، وتوسع أكبر حريقين وهما هينيسي وجامبل فايرز، إلى 10,000 أكر (40 كـم2). 
في 19 أغسطس، اندلعت النيران بسرعة باتجاه فاكافيل ، وتسببت في إجلاء مئات الأشخاص. فر الكثير من الناس من المدينة بحاجاتهم الأساسية فقط، حيث ذهب ضباط الشرطة ورجال الإطفاء من باب إلى باب لتحذير الناس لإخلاء المكان. 
بحلول 20 أغسطس، أحرق هذا الحريق 215,000 أكر (870 كـم2) وتدمير 480 مبنى. ما أجبر بعض الأفراد في قاعدة ترافيس الجوية ومدينة هيلدسبورغ ، كاليفورنيا على إجلاء، مع العلم أنه تم إجلاؤها سابقًا خلال حريق تابس وحريق كينكيد. 

### مجمع حرائق البرق SCU
كانت حرائق SCU عبارة عن مجموعة من 20 حريقًا مختلفًا في مقاطعات سانتا كلارا وكونترا كوستا وألاميدا وستانيسلاوس وسان جواكين ، والتي تم تقسيمها إلى 3 مناطق مختلفة - منطقة الغزلان ومنطقة كالافيراس ومنطقة كانيون. بحلول 18 أغسطس، توسعت الحرائق إلى أكثر من 35,000 أكر (140 كـم2) مع احتواء 4 في المائة فقط.  بحلول 20 أغسطس، احترق الحريق 140,000 أكر (570 كـم2) وتم احتواؤه بنسبة 5٪، مما أدى إلى إجلاء الناس في سفوح شرق سان خوسيه،  وتهديد مرصد ليك بالنيران.  في 21 أغسطس، انفجر حريق SCU بين عشية وضحاها بأكثر من 40 ٪، ليصل إلى إجمالي 230,000 أكر (930 كـم2) واحتوائها بنسبة 10٪. 

## التأثيرات

### إجلاء نحو 100 ألف شخص
أمرت سلطات مدينة إيرفاين القريبة من لوس أنجلوس حوالي 100 ألف شخص بمغادرة منازلهم بسبب حرائق الغابات.

## وصلات خارجية
- خارطة الحرائق الرسمية